# Premios de la Liga Venezolana de Béisbol Profesional
La Liga Venezolana de Béisbol Profesional presenta una variedad de premios anuales y trofeos para reconocer tanto a sus jugadores como a los mánagers. Ocho premios se otorgan anualmente además de otras distinciones, denominados en conjunto "Los grandes de la temporada".
El premio al Novato del Año, es el premio individual más antiguo, dada en su formato actual desde el inicio de la liga en 1946. En la categoría ofensiva se encuentra el premio al Productor del Año, mientras que en las defensivas se encuentran los premios al Setup del Año, Cerrador del Año, Pitcher del Año (Premio 'Carrao' Bracho), y Receptor del Año (Premio Manuel 'Pollo' Malpica). También existen algunos premios para reconocer la labor de los jugadores y mánagers, como el Novato del Año de la Liga Venezolana de Béisbol Profesional, Regreso del Año (Premio Luis Salazar), Jugador más valioso de la Liga Venezolana de Béisbol Profesional (Premio Víctor Davalillo), y el Mánager del Año (Premio Alfonso 'Chico' Carrasquel).
Entre las distinciones se encuentran las del Jugador de la Semana, Jugador Más Valioso de la Final (Premio Robert Pérez), y los Guantes de Oro. Otras que se otorgan más recientemente es la del Umpire del Año (Premio Gualberto Acosta), que reconoce la labor de los árbitros en el terreno de juego, desde la temporada 2013-2014.
Solo para la temporada 2018-2019 se entregarón los premios Joseador del Año en memoria a José "El Hacha" Castillo y el Grandeliga del Año en memoria a Luis Valbuena dos jugadores que fallecieron durante esa temporada.